# Joachim Funke (Psychologe)

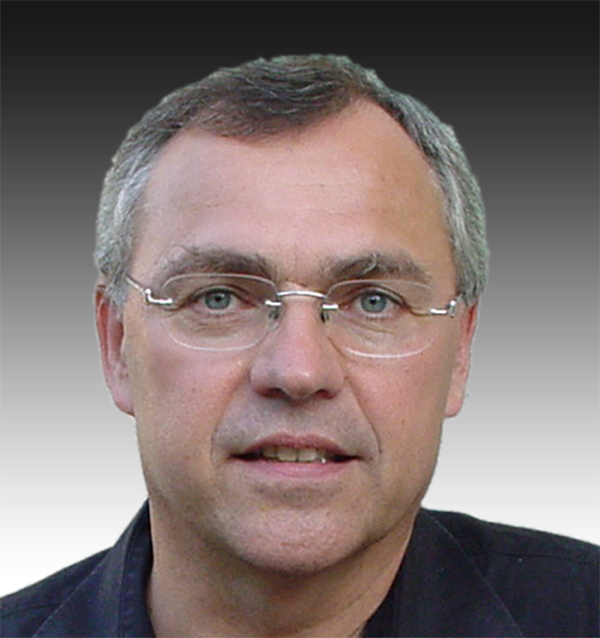
Joachim Funke (2005)

Joachim Funke (* 19. Juli 1953 in Düsseldorf) ist ein deutscher Psychologe. Er ist Professor em. für Allgemeine und Theoretische Psychologie an der Universität Heidelberg.

## Leben
Nach Besuch der Grundschule Düsseldorf-Lohausen (1960–1964) und des Humboldt-Gymnasium Düsseldorf (1964–1972) legte er 1972 sein Abitur ab. Danach studierte er ab 1972 an der Universität Düsseldorf Philosophie und Germanistik, von 1973 bis 1975 an der Universität Basel Philosophie und Psychologie sowie von 1975 bis 1980 an der Universität Trier Psychologie, wo er 1980 sein Diplom erhielt und 1984 mit seiner Schrift „Komplexes Problemlösen“ promovierte. Von 1980 bis 1984 war er Wissenschaftlicher Angestellter am Fachbereich I (Psychologie) der Universität Trier, von 1984 bis 1997 war er Wissenschaftlicher Angestellter, Hochschulassistent und Hochschuldozent am Psychologischen Institut der Universität Bonn. 1990 habilitierte er sich im Fach Psychologie an der Philosophischen Fakultät der Universität Bonn mit der Habilitationsschrift „Wissenserwerb und Wissenanwendung in dynamischen Systemen.“
1997 folgte er einem Ruf an die Ruprecht-Karls-Universität Heidelberg auf die Professur für Allgemeine und Theoretische Psychologie. Von 1998 bis 2000 und von 2004 bis 2006 war er Geschäftsführender Direktor des  Psychologischen Instituts. Gastprofessuren führten ihn an die Universität Melbourne (2006), an die Universität Nanjing (2011) und an die Universität Freiburg (Schweiz) (2012). 2015 erhielt er die Ehrendoktorwürde der Universität Szeged.

## Wirken
Funkes Spezialgebiete sind Denken und Problemlösen. In seinen Arbeiten zum Umgang mit komplexen Umwelten legt Funke Wert darauf, dass eine saubere Erfassung der Problemlöseleistungen möglich gemacht wird. Hierzu verwendet er computersimulierte Szenarien, die dem Formalismus finiter Automaten (siehe Endlicher Automat), linearen Strukturgleichungsmodellen, oder Differenzengleichungen folgen. Er setzte die Entwicklung Komplexer Probleme fort.
In zahlreichen drittmittelgeförderten Projekten wurden experimentelle Untersuchungen zum Verhalten von Versuchspersonen beim Umgang mit komplexen Problemen durchgeführt, über die er in vielen Zeitschriftartikeln, Buchkapiteln und Büchern berichtet. Neben normalen Problemlöseprozessen sind auch gestörte Denkprozesse (z. B. bei schizophrenen Patienten) Gegenstand seiner Arbeit. Die Entwicklung eines Planungstrainings „Plan-A-Day“ (www.rehacom.de), das in der neuropsychologischen und psychiatrischen Rehabilitation zum Einsatz kommt, gehört ebenfalls hierzu.
Neben seinen Arbeiten zur Denkpsychologie arbeitet Funke auch über Alkoholismus (Mitautor des Trierer Alkoholismusinventars) und über psychologische Aspekte neuer Medien.
Von 2005 bis 2008 war er Geschäftsführender Herausgeber der Fachzeitschrift Psychologische Rundschau. 2008/2009 wurde er als Marsilius-Fellow am Heidelberg Center for Advanced Studies ausgewählt, um die interdisziplinäre Forschung zu stärken. Seit 2010 ist er Vorsitzender der internationalen "Problem Solving Expert Group" für PISA und hat mit seinem Team die Rahmenbedingungen für PISA 2012 zum Schwerpunkt Problemlösen geplant.
Seit  April 2019 ist Funke im Ruhestand.

## Mitgliedschaften und wichtige Funktionen
- Mitglied (Sprecher) des Akademischen Senats der Universität Heidelberg (2010–2019)
- Mitglied der Senatskommission zur Sicherung guter wissenschaftlicher Praxis und zum Umgang mit Fehlverhalten in der Wissenschaft (seit 2009)
- Mitglied der Extended Collaborative Problem Solving Group for PISA 2015 (2011–2014)
- Chairman der International PISA Problem Solving Expert Group (2009–2014)
- Mitglied der nationalen PISA-Expertengruppe Problemlösen (1999–2004)
- Mitglied der Expertengruppe Problem Solving der OECD-Studie INES Network A (1998–2001)
- Vorsitzender des Wissenschaftlichen Beirats des Zentrums für Psychologische Information und Dokumentation ZPID (1998–2006)
- Mitglied des Kuratoriums des Zentrums für Psychologische Information und Dokumentation ZPID (2010–2020)

Fachgesellschaften
- Deutsche Gesellschaft für Psychologie (DGPs)
- American Psychological Association (APA affiliate member)
- European Association for Decision Making (EADM)
- Cognitive Science Society (CogSci)

Andere
- Kuratorium des Internationalen Wissenschaftsforums Heidelberg IWH (2011–2016)
- Vorstandsmitglied der Stiftung Universität (seit 2007)
- Vorstandsmitglied der Gesellschaft der Freunde Universität Heidelberg e. V. (seit 2007)
- Gründungsmitglied und Vorsitzender der Alumni Psychologici (seit 1999)
- Geschäftsführender Herausgeber der Zeitschrift „Psychologischen Rundschau“ (2005–2008)
- Mitglied im wissenschaftlichen Beirat der Zeitschrift „Report Psychologie“ (1992–2004)
- Mitglied im wissenschaftlichen Beirat der „Zeitschrift für Psychologie“ (seit 2002)
- Mitglied im Advisory Board der Zeitschrift „Suchttherapie“ (2000–2009)
- Mitglied der Kommission für Information und Kommunikation der Deutschen Gesellschaft für Psychologie (1997–2006)

## Schriften
- J. Funke: Komplexes Problemlösen – Bestandsaufnahme und Perspektiven. Springer, Heidelberg 1986, ISBN 3-540-16247-X.
- W. Funke, J. Funke, M. Klein, R. Scheller: Trierer Alkoholismusinventar (TAI). Handanweisung. Hogrefe, Göttingen 1987.
- J. Funke: Wissen über dynamische Systeme. Erwerb, Repräsentation und Anwendung. Springer, Berlin 1992, ISBN 0-387-55223-5.
- P. A. Frensch, J. Funke (Hrsg.): Complex problem solving. The European perspective. Lawrence Erlbaum Associates, Hillsdale, NJ 1995, ISBN 0-8058-1783-2.
- J. Funke, A. Fritz (Hrsg.): Neue Konzepte und Instrumente zur Planungsdiagnostik. Deutscher Psychologen Verlag, Bonn 1995, ISBN 3-925559-90-6.
- T. Krüger, J. Funke (Hrsg.): Psychologie im Internet. Ein Wegweiser für psychologisch interessierte User. Beltz, Weinheim 1998, ISBN 3-407-47112-2.
- J. Funke, B. Vaterrodt: Was ist Intelligenz? Beck, München 1998. 3. Auflage: Beck, München 2009, ISBN 978-3-406-59005-4.
- J. Funke:  Problemlösendes Denken. Kohlhammer, Stuttgart 2003, ISBN 3-17-017425-8.
- E. Erdfelder, J. Funke (Hrsg.): Allgemeine Psychologie und deduktivistische Methodologie. Vandenhoeck & Ruprecht, Göttingen 2004, ISBN 3-525-46210-7.
- A. Kämmerer, J. Funke (Hrsg.): Seelenlandschaften. Streifzüge durch die Psychologie. 98 persönliche Positionen. Vandenhoeck & Ruprecht, Göttingen 2004, ISBN 3-525-46206-9.
- J. Funke (Hrsg.): Denken und Problemlösen. (= Enzyklopädie der Psychologie, Band C/II/8). Hogrefe, Göttingen 2006, ISBN 3-8017-0527-7.
- Komplexes Problemlösen. In: Denken und Problemlösen. Band 8. Hogrefe, Göttingen, Bern, Toronto, Seattle 2006, ISBN 3-8017-0527-7, Kap. 6, S. 375–445 (uni-heidelberg.de [PDF; 3,7 MB]).
- J. Funke, P. Frensch (Hrsg.): Handbuch der Allgemeinen Psychologie: Kognition. Göttingen, Hogrefe 2006, ISBN 3-8017-1846-8.
- P. Meusburger, J. Funke, E. Wunder (Hrsg.): Milieus of creativity. Springer, Dordrecht 2009, ISBN 978-1-4020-9876-5.
- T. Betsch, J. Funke, H. Plessner: Denken – Urteilen, Entscheiden, Problemlösen. Springer, Heidelberg 2010, ISBN 978-3-642-12473-0.
- J. Funke, M. Wink (Hrsg.): Heidelberger Jahrbücher Online Bd. 8: Krieg, Konflikt, Solidarität, Heidelberg: Heidelberg University Publishing, 2023, ISSN-Internet: 2509-2464 (Digitalisat).
- J. Funke, M. Wink (Hrsg.): Heidelberger Jahrbücher Online Bd. 7: Die vier Elemente, Heidelberg: Heidelberg University Publishing, 2022, ISSN-Internet: 2509-2464 (Digitalisat).
- J. Funke, M. Wink (Hrsg.): Heidelberger Jahrbücher Online Bd. 6: Intelligenz – Theoretische Grundlagen und praktische Anwendungen, Heidelberg: Heidelberg University Publishing, 2021, ISSN-Internet: 2509-2464 (Digitalisat).
- J. Funke, M. Wink (Hrsg.): Heidelberger Jahrbücher Online Bd. 5: Entwicklung – Wie aus Prozessen Strukturen werden, Heidelberg: Heidelberg University Publishing, 2020, ISSN-Internet: 2509-2464 (Digitalisat).
- J. Funke, M. Wink (Hrsg.): Heidelberger Jahrbücher Online Bd. 4: Schönheit im Blick der Wissenschaft, Heidelberg: Heidelberg University Publishing, 2019, ISSN-Internet: 2509-2464 (Digitalisat).
- J. Funke, M. Wink (Hrsg.): Heidelberger Jahrbücher Online Bd. 3: Perspektiven der Mobilität, Heidelberg: Heidelberg University Publishing, 2018, ISSN-Internet: 2509-2464 (Digitalisat).
- M. Wink, J. Funke (Hrsg.): Heidelberger Jahrbücher Online Bd. 2: Wissenschaft für alle: Citizen Science, Heidelberg: Heidelberg University Publishing, 2017, ISSN-Internet: 2509-2464 (Digitalisat).
- M. Wink, J. Funke (Hrsg.): Heidelberger Jahrbücher Online Bd. 1: Stabilität im Wandel, Heidelberg: Heidelberg University Publishing, 2016, ISSN-Internet: 2509-2464 (Digitalisat).
- A. Wendt, J. Funke: Wohin steuert die Psychologie? Ein Ausrichtungsversuch Vandenhoeck & Ruprecht, Göttingen 2022. ISBN 978-3-525-40800-1